# Maria Pierina De Micheli
Pour les articles homonymes, voir De Micheli.
Maria Pierina De Micheli (1890-1945) est une religieuse italienne des Filles de l'Immaculée Conception de Buenos Aires, connue pour être une « apôtre de la Sainte Face ». Elle a été déclarée bienheureuse par l'Église catholique et elle est fêtée le 11 septembre. 

## Biographie

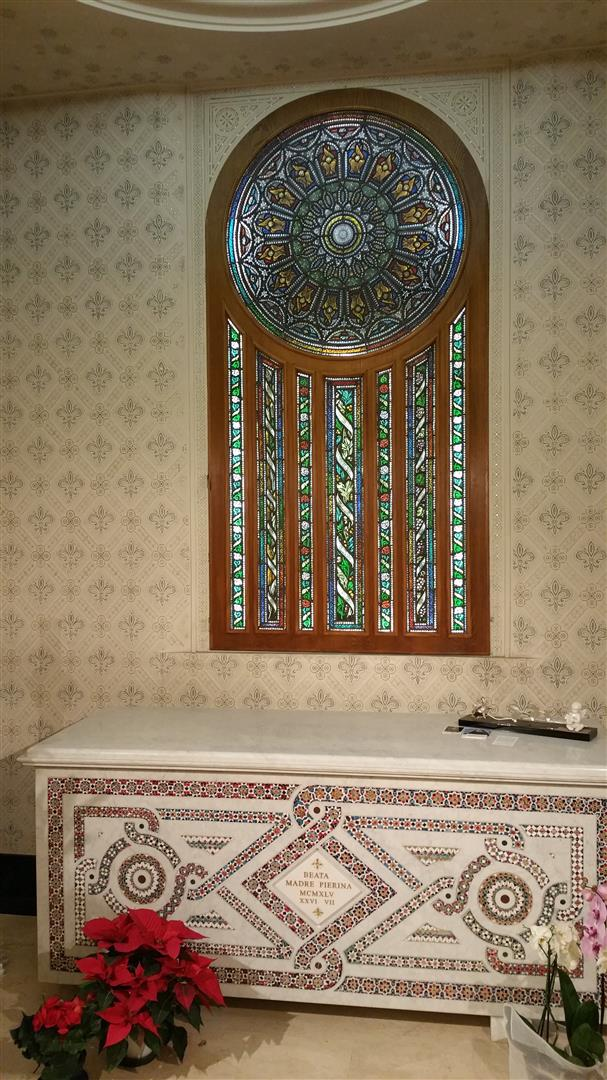
Sépulture de la Bse sœur Maria Pierina à l'Institut du Saint-Esprit, Rome.

Giuseppina De Micheli, de son nom de baptême, voit le jour à Milan, le 11 septembre 1890. Elle grandit dans une famille profondément religieuse. À l'âge de 23 ans, elle suit la voie de la vie consacrée et entre chez les  Filles de l'Immaculée Conception de Buenos Aires, y prenant le nom de sœur Maria Pierina. 
Elle se dévoua activement à l'éducation, à travers les écoles de son institut, en Argentine et en Italie. Elle se distingua par sa grande dévotion à la Sainte Face, qu'elle ne cessa de propager dans son milieu, et laisse de nombreux écrits retraçant ses expériences mystiques. 
Maria Pierina De Micheli endura de nombreuses épreuves et maladies. Elle mourut à Rome, le 26 juillet 1945.

## Béatification
- 1962 : ouverture de la cause en béatification.
- 17 décembre 2007 : le pape Benoît XVI lui reconnaît le titre de vénérable.
- 30 mai 2010 : béatification célébrée dans la Basilique Sainte-Marie-Majeure, à Rome, par le cardinal Angelo Amato, au nom du pape Benoît XVI.